# Dominika Cibulková
Dominika Cibulková (Bratislava, 6. svibnja 1989.) umirovljena je slovačka tenisačica. Plasman karijere, 12. mjesto na WTA listi, ostvarila je 6. srpnja 2009. godine. Njezin najbolji rezultat na Grand Slam turnirima finale je Australian Open 2014. godine. Tamo pobijedila je ju Kineska Na Li 6:7 (3:7) i 0:6. Ona je prva Slovakinja, koje igrala je finale na Grand Slam turniru. Trener je joj Matej Lipták.
Dominika se rodila u Bratislavi, ali odrastala je u Pieštan. Počela je igrati tenis sa 7 godina. Teniski joj je uzor Kim Clijsters. Bivši je svjetski juniorski broj 3 (iz svibnja 2005.). Cibulková je prvi naslov na WTA Touru osvojila u Moskvi 2011. godine.

## Stil igre
Sa 161 cm visine Cibulková je jedna od najnižih tenisačica na Touru. Manjak visine nadoknađuje velikom pokretljivošću i agresivnošću. Najbolje se snalazi na tvrdoj podlozi i zemlji. Forte su joj snažni udarci s osnovne crte.

## Osvojeni turniri

### Pojedinačno (3 WTA)
| Br. | Datum               | Turnir                | Suparnica u finalu  | Rezultat         |
| 1.  | 23. listopada 2011. | Moskva                | Kaia Kanepi         | 3:6, 7:6(1), 7:5 |
| 2.  | 22. srpnja 2012.    | Carlsbad, Kalifornija | Marion Bartoli      | 6:1, 7:5         |
| 3.  | 29. srpnja 2013.    | Stanford, Kalifornija | Agnieszka Radwańska | 3:6, 6:4, 6:4    |

## Rezultati na Grand Slam turnirima
| Grand Slam      | 2007. | 2008. | 2009. | 2010. | 2011. | 2012. | 2013. | 2014. |
| --------------- | ----- | ----- | ----- | ----- | ----- | ----- | ----- | ----- |
| Australian Open | -     | 1k    | 4k    | 1k    | 3k    | 2k    | 2k    | F     |
| Roland Garros   | 3k    | 3k    | 1/2F  | 3k    | 1k    | 1/4F  | 2k    |       |
| Wimbledon       | -     | 1k    | 3k    | 3k    | 1/4F  | 1k    | 3k    |       |
| US Open         | 2k    | 3k    | -     | 1/4F  | 2k    | 3k    | 1k    |       |

## Plasman na WTA listi na kraju sezone
| 2005. | 2006. | 2007. | 2008. | 2009. | 2010. | 2011. | 2012. | 2013. | 2014. |
| ----- | ----- | ----- | ----- | ----- | ----- | ----- | ----- | ----- | ----- |
| 555.  | 156.  | 52.   | 19.   | 30.   | 31.   | 18.   | 15.   | 23.   |       |

## Vanjske poveznice
- Službena stranica  Arhivirana inačica izvorne stranice od 23. veljače 2016. (Wayback Machine) (sl.) i (engl.)
- Profil na stranici WTA Toura (engl.)
- Dominika Cibulková  Arhivirana inačica izvorne stranice od 27. studenoga 2013. (Wayback Machine) na stranici ITF (engl.)
- Dominika Cibulková  Arhivirana inačica izvorne stranice od 26. ožujka 2016. (Wayback Machine) na stranici FED CUP (engl.)
- Dominika Cibulková  Arhivirana inačica izvorne stranice od 5. studenoga 2013. (Wayback Machine) na stranici junior ITF (engl.)
- Dominika Cibulková na stranici Facebook